# Route départementale 3 (Côtes-d'Armor)
Pour les articles homonymes, voir Route départementale 3.
La route départementale 3 ou RD 3 ou D 3 est une route départementale des Côtes-d'Armor qui relie la D 769 (direction Lorient et Quimper) près de Gourin dans le département du Morbihan (sous le nom de D 302) à la N 164 (direction Saint-Brieuc) près de Rostrenen en évitant le détour vers Carhaix dans le Finistère. Il s'agit d'une liaison d'intérêt départemental (LID) en voie bidirectionnelle.
La section dans le Morbihan entre la D 769 et l'entrée des Côtes-d'Armor longue de 800m est numérotée D 302.
La section entre les intersections avec les départementales 85 et 11 est indiquée comme « route agréable ou touristique » sur les cartes Michelin.

## Caractéristiques

### Caractéristiques géométriques

#### Longueur
L'itinéraire présente une longueur de 17,2 km hors annexes et de 0,9 km d'annexes. Par annexe, il convient d'entendre toute section de voie déclassée et ouverte à la circulation, toute bretelle ou éventuel créneau de dépassement.

#### Nombre de voies
La RD 3 est sur la totalité de son tracé bidirectionnelle à deux voies, hormis un créneau de dépassement en 2x2 voies de 800 m à Touldous (commune de Plévin),.

### Trafic
Le trafic est relativement faible sur la RD 3. En 2015, les valeurs de trafics moyens journaliers annuels (TMJA) s'établissaient selon les sections à 1 377 véhicules par jour, 1 464 véh/j et 2 903 véh/j.

### Classement

#### Classement domanial
La RD 3 est par classée dans le domaine public routier départemental des Côtes-d’Armor, qui comprend les chaussées et leurs dépendances. Sont considérés comme dépendances les éléments qui sont nécessaires à sa conservation, son embellissement, son exploitation et à la sécurité de ses usagers tels que talus, accotements, fossés, ouvrages de soutènement, aires de repos, clôtures et murets, trottoirs, pistes cyclables, espaces verts, ouvrages d'art et hydrauliques, les parkings situés sur et sous la voie publique, etc….

#### Typologie fonctionnelle
Le règlement de voirie départementale définit quatre types fonctionnels de liaisons :
- Liaison d'intérêt régional (LIR) : itinéraire participant à l'accessibilité du département en complément du réseau national. Il assure la liaison avec les départements voisins avec un niveau de service élevé en termes de fluidité ;
- Liaison d'intérêt départemental (LID) : itinéraire assurant le maillage structurant du réseau départemental entre les différents pôles d'activité du département. Il assure la desserte économique et touristique du département en associant des enjeux de fluidité et de desserte touristique du territoire ;
- Desserte inter communes (DIC) : en complémentarité des itinéraires de liaisons, et à l'instar des DIB, ce réseau secondaire assure la desserte fine du département sans notion d’itinéraire de transit ;
- Desserte inter bourgs (DIB) : en complémentarité des itinéraires de liaisons, et à l'instar des DIC, ce réseau secondaire assure la desserte fine du département sans notion d’itinéraire de transit.

La RD 3 est en intégralité une liaison d'intérêt départemental. Le détail par section est présenté dans le tableau suivant.
| Origine section  | Origine section | Fin section     | Fin section | Longueur (m) | Typologie fonctionnelle         | RGC |
| Commune de début | PR début        | Commune de fin  | PR fin      | Longueur (m) | Typologie fonctionnelle         | RGC |
| ---------------- | --------------- | --------------- | ----------- | ------------ | ------------------------------- | --- |
| Tréogan          | 0+0             | Plévin          | 2+0         | 5 788        | Liaison d'intérêt départemental | OUI |
| Plévin           | 2+0             | Paule           | 3+0         | 901          | Liaison d'intérêt départemental | OUI |
| Paule            | 3+0             | Kergrist-Moëlou | 6+1639      | 10 467       | Liaison d'intérêt départemental | OUI |
| Total            | Total           | Total           | Total       | 17 156       |                                 |     |

#### Route à grande circulation
La totalité de la RD 3 est classée en route à grande circulation par décret du 3 juin 2009.
Ce type de classement impose certaines contraintes urbanistiques comme l’interdiction de constructions ou  d’installations dans une bande  de soixante-quinze mètres de part et d'autre de son axe (en application de l’article L. 111-6 du code de l’urbanisme). Par ailleurs, sur le plan du code de la route, ces routes sont prioritaires, c'est-à-dire que tout conducteur débouchant sur ces routes n'a pas la priorité (article R 415-8 du code de la route). Les panneaux de signalisation routière associés à ce caractère prioritaire sont les panneaux AB6, panneaux relatifs aux routes prioritaires (article 42-3 de la troisième partie de l'instruction interministérielle sur la signalisation).

### Tracé

#### Tracé de Gourin à Rostrenen

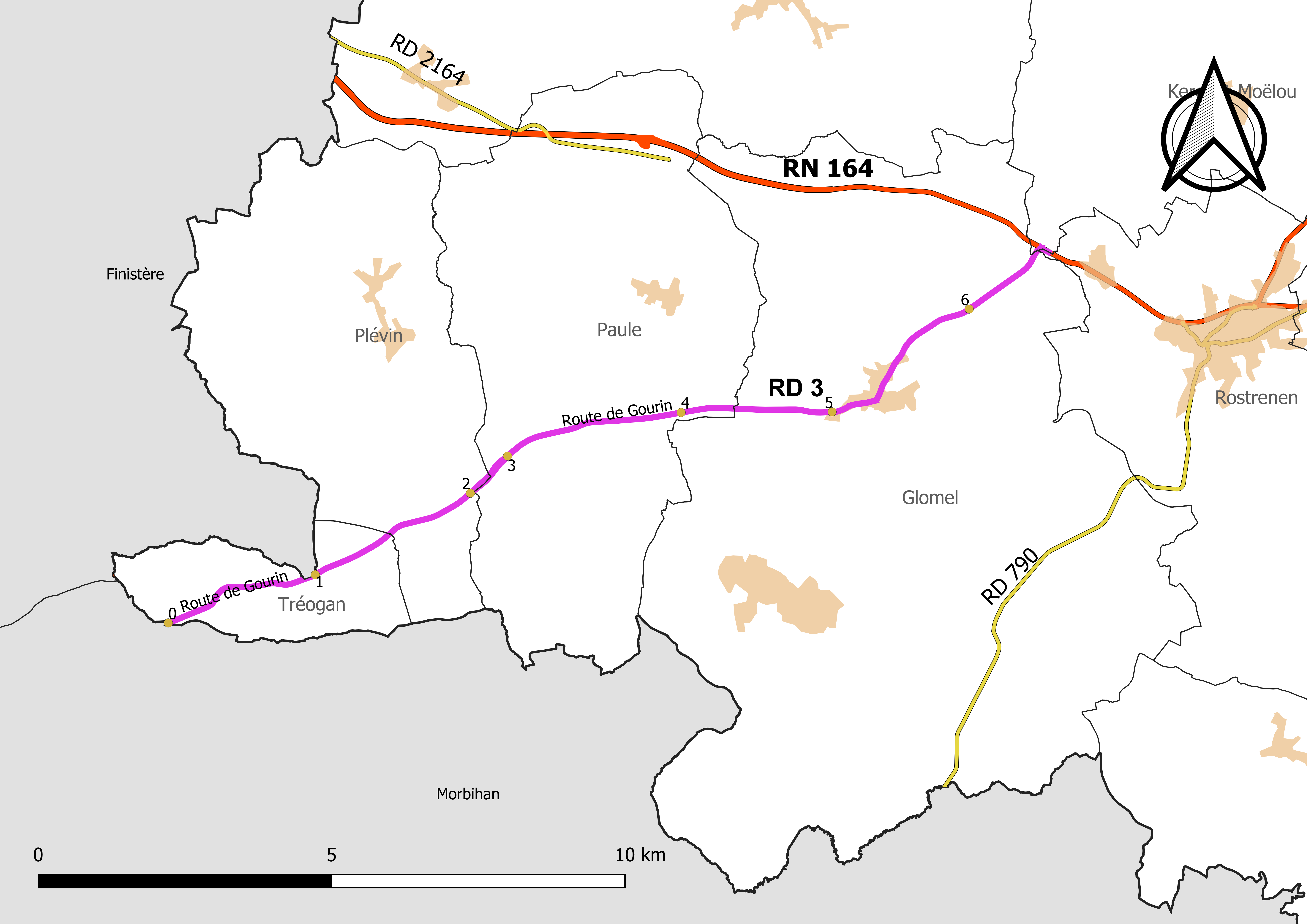
Carte de la RD 3 dans le département des Côtes-d'Armor (les numéros indiqués sont les points de repères (PR) étalonnant la route).

- Intersection sur la D 769 avec la D 302 au nord de Gourin dans le Morbihan (à la limite avec les départements du Finistère et des Côtes-d'Armor)[Carte 4]
- Passage du département du Morbihan à celui des Côtes-d'Armor : la D 302 devient la D 3
- Tréogan (frôle le département du Finistère)
- créneau de dépassement en 2x2 voies de 800m à Touldous (commune de Plévin)[Carte 2]
- Glomel
- Pont sur Canal de Nantes à Brest
- Intersection avec la N 164 près de Rostrenen[Carte 5] ( Échangeur entre N 164 et D 3 en projet)

## Gestion, entretien et exploitation

### Organisation territoriale
En 2020, les services routiers départementaux sont organisés en 18 antennes territoriales qui ont pour responsabilité l’entretien et l’exploitation des routes départementales de leur territoire. La RD 3 dépend de l'antenne de Rostrenen.

### Règlement de voirie départementale
Le règlement de voirie départementale définit les droits et obligations du département et des riverains par rapport au domaine public routier départemental et donc de celui de la RD 6, l'occupation du domaine public par des tiers, mais aussi les modalités de police et de conservation de ce domaine public.

### Service hivernal
Pendant la saison hivernale, qui court du 25 novembre au 22 mars, la surveillance et le déneigement des routes départementales sont assurés par des agents d'astreinte 24 h/24. En cas de nécessité, des opérations de salage  et de déneigement sont engagées, selon un ordre de priorité, privilégiant les grands axes et le réseau structurant, :
- niveau S1 délai de retour à la normale de l’ordre d’une demi-journée) : les grandes liaisons routières, avec un;
- niveaux S2 et S3 (en décalage avec le niveau de service S1) : le réseau structurant et le maillage départemental ;
- niveau S4 (interventions ponctuelles) : le reste du réseau.

La RD 3 est traitée selon le niveau S1.
En matière d'information du public, le département publie chaque matin avant 7 heures, un état des conditions de circulation sur les routes départementales sur cotesdarmor.fr. Dans le cas d’un phénomène particulier (risque de verglas, épisode neigeux...) une alerte est alors diffusée par différents canaux,.

## Toponymie
Certains tronçons de la RD3 possèdent d'autres noms, en particulier autour des agglomérations. En suivant le parcours d'est en ouest, la route est nommée route de Rostrenen à l'entrée de Glomel, puis La Grande Rue dans le centre de ce village, ensuite rue de Saint-Germain, rue de Pen Ar Roz et route de Gourin à la sortie cette agglomération. A Tréogan, elle prend les appellations Au Bourg puis Lioz Margot, puis  à nouveau route de Gourin avant de devenir la D302.

## Lieux et monuments liés à l'itinéraire
Plusieurs lieux et monuments aux abords de l'itinéraire présentent un intérêt architectural ou historique.
Le menhir de Glomel (1), situé dans le bourg de la commune de Glomel, à 500 m de la RD 3, est en granite gris, sans fissure, probablement d'origine locale comme le permet de le supposer la proximité d'une carrière. Son poids est estimé entre 80 tonnes et 160 tonnes. En forme de pyramide tronquée au sommet, il mesure 8,50 mètres de haut pour une largeur moyenne de 4 mètres et une épaisseur moyenne de 1,50 mètre.
Le Château de Ker-Saint-Éloy (2) ou Kersaint-Eloy est un manoir situé sur la commune de Glomel. Il est construit en granit et schiste, avec un étage  est couvert d'un toit d'ardoise. Il comporte des communs, une chapelle et un colombier. Daté de la fin du XVIIIe siècle, il comprend une partie ancienne qui date du XIIIe siècle. À cette époque, il appartient à la famille de Saisy implantée dans la région depuis l'an 1215. Les Saisy (de Saisy de Kerampuil ou de Saisy de Kersaint-Eloy) prennent part aux croisades. L'un d’eux est compagnon de Du Guesclin. Plusieurs d’entre eux sont maires et députés.
La forteresse de Paule (3), lieu de peuplement celte occupé dès le VIe siècle av. J.-C., a été découvert et fouillé de 1988 à 1995 lors de fouilles préventives en prévision de travaux de détournement de la RD3 au niveau du lieu-dit Saint-Symphorien.
À Rest Loët, un hameau de la commune de Plévin, le musée des automates peut être visité. Les automates présents retracent la vie en milieu rural au début du Xe siècle : le forgeron, le cordonnier, la journée de battage, etc..